# Дешан, Андре
Генерал-лейтенант Андре́ Деша́н (фр. André Deschamps) — начальник штаба ВВС Канадских вооружённых сил.

## Карьера
Дешан вступил в Канадские вооружённые силы в 1977 году и через год завершил лётное обучение. Будучи младшим офицером, Дешан работал инструктором на учебном самолёте Маскитир. Позднее, в ходе Холодной войны, он летал в Европу на CF-104 Starfighter.
Генерал-лейтенант Дешан командовал 8-м авиакрылом в Трентоне и частью оперативной поддержки (Кэмп-Мираж) в ходе операции «Афина» в Афганистане. В 2006 году Дешану было пожаловано звание бригадного генерала и он был назначен начальником штаба Командования экспедиционных войск Канады. В июне 2008 года Дешана назначили заместителем начальника штаба ВВС, а в октябре 2009 года он стал начальником штаба ВВС.